# Бронштейн, Иоганн Моисеевич
Иоган (Иоганн) Моисеевич Бронштейн (6 мая 1911, Круглое, Могилёвская губерния — 16 февраля 2006, Санкт-Петербург) — советский учёный в области общей физики и электроники. Доктор физико-математических наук, профессор.

## Биография
Окончил физический факультет ЛГУ (1937), аспирантуру Ленинградского политехнического института (1941). В 1947—1957 работал в ЛГПИ имени Покровского, после объединения институтов — в ЛГПИ имени Герцена в должности доцента (1957), и. о. зав. кафедры общей физики (1962). В 1963 организовал и возглавил кафедру физической электроники и электротехники, в 1968 переименованную в кафедру физической электроники. В 1976—1979 профессор той же кафедры.

## Научные работы
- «Вторичная электронная эмиссия», 1969 (в соавторстве)